# R.U.R.

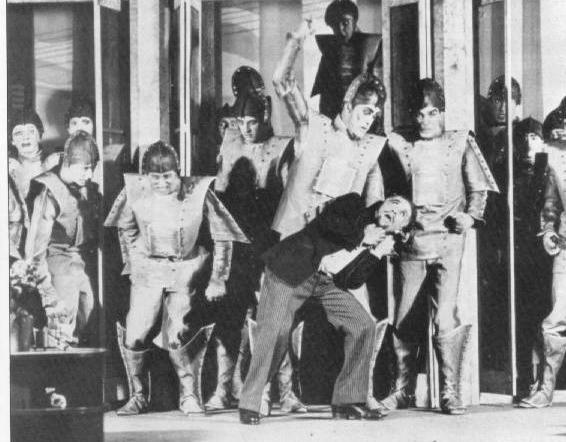
Een scène uit het toneelstuk, waarin een man wordt aangevallen door een robot.

R.U.R. (Rossum's Universele Robots) is een toneelstuk van Karel Čapek geschreven in 1920 en voor het eerst opgevoerd op 25 januari 1921. Het stuk heeft de reputatie het woord "robot" in de wereld te hebben gezet. "Robot" is afgeleid van het Tsjechische woord robota, wat zoveel betekent als saai werk, zwoegen en dienstbaarheid. Een "robotnik" is een boer of lijfeigene.
Overigens lijken Čapeks robots niet op wat wij nu onder robots verstaan: tegenwoordig zouden we het eerder resultaten van genetische manipulatie noemen. Čapek heeft het over "kneedmachines" en "vaten" waaruit een chemische substantie komt die met behulp van drukpersen tot een mensachtig wezen wordt gevormd. Op het toneel zien ze er uit als normale menselijke wezens, een gegeven dat ook gebruikt wordt.
In vrijwel alle (populairwetenschappelijke) verhandelingen over robots  wordt aan het toneelstuk R.U.R. gerefereerd. Op 17 november 1933 zond de N.I.R. een hoorspelbewerking uit in de vertaling van regisseur Gust De Muynck. Het is als toneelstuk in Nederland weinig opgevoerd. De eerste keer was op 29 maart 1928 in de stadsschouwburg van Amsterdam. Dit gebeurde door de Amsterdamse Studenten Toneelvereniging. Later is het op 22 november 1957 nog een keer opgevoerd ter gelegenheid van de 48e dies van de Utrechtse Studenten Toneel Vereniging. De onbekendheid in Nederland werd treffend weergegeven in het voorwoord van het begeleidende boekje: "Dat "R.U.R." van de Tsjech Karel Capek in Nederland volkomen onbekend is gebleven kan niet beter worden gedemonstreerd dan door het feit dat het bureau Theaterrechten van de S.E.B.A. van het bestaan van dit stuk niet op de hoogte was." In Engeland is het een aantal malen op de planken gezet en Engelse vertalingen zijn in druk verkrijgbaar.

## Inhoud
R.U.R. speelt zich af op een eiland waar Rossum's Universele Robotfabrieken gevestigd zijn. Het is een succesvolle onderneming. Robots zijn goedkoop in aanschaf en onderhoud, eten alles en doen wat ze gevraagd wordt. Als gevolg zijn er al vele honderdduizenden robots over de gehele wereld aan het werk in fabrieken, kantoren en het leger. 
Aan het begin van het stuk arriveert Helena Glory op het eiland. Zij is de dochter van president Glory, de baas van R.U.R. en heeft medelijden met de robots. Die wil ze “bevrijden”. Ze wordt door de (mannelijke) directie welwillend ontvangen en aan het einde van het eerste bedrijf om mysterieuze redenen door de directeur ten huwelijk gevraagd, waarin ze toestemt.
Het tweede deel van het stuk speelt zich vijf jaar later af. De robots zijn in opstand gekomen en belegeren Rossum's directie die zich in Helena’s vertrekken hebben verschanst. Naar wat later blijkt heeft Helena het door haar charmes voor elkaar gekregen dat er robots zijn geproduceerd met menselijker trekjes. Deze raakten natuurlijk prompt ontevreden met hun slavenbestaan en richtten een vakbond op.
We volgen deze kleine groep mensen gedurende de belegering. Ondertussen bereikt hen het nieuws dat er toestanden zijn in Europa: de robots lijken daar voor problemen te zorgen. Men wil de nare werkelijkheid graag voor Helena verborgen houden wat natuurlijk tot de nodige komische situaties leidt. Uiteindelijk wordt iedereen (buiten beeld, het blijft netjes) door de robots vermoord. Er blijft één mens over: de fabrieksarbeider Alquist, de enige mens die zelf ook iets zichtbaars produceerde en dus, in de ogen van de robots, met hen op gelijke voet staat.
In de slotscène is de hele mensheid, behalve Alquist, omgebracht. De robots blijken echter niet in staat zichzelf te reproduceren (het geheim hiervoor is door Helena vernietigd) en vragen aan Alquist ze te helpen voor ze uitsterven. Omdat Alquist geen wetenschapper is, lukt dit niet. Het stuk eindigt als twee van de op Helena’s verzoek gemodificeerde robots (Helena en Primus) op elkaar verliefd blijken te zijn en zich als Adam en Eva terugtrekken. Wat er verder gebeurt en of ze zich ook kunnen voortplanten wordt niet verteld.